# Cette-Eygun
Cette-Eygun ist eine französische Gemeinde mit 59 Einwohnern (Stand 1. Januar 2022) im Département Pyrénées-Atlantiques in der Region Nouvelle-Aquitaine (vor 2016: Aquitanien). Sie gehört zum Arrondissement Oloron-Sainte-Marie und zum Kanton Oloron-Sainte-Marie-1 (bis 2015: Kanton Accous).
Der Name in der gascognischen Sprache lautet Cèta-Eigun.

## Geographie
Cette-Eygun liegt ca. 35 km südlich von Oloron-Sainte-Marie im Aspetal, einer der drei Täler des Hoch–Béarn.
Umgeben wird der Ort von den Nachbargemeinden:
|        | Accous                                      |        |
| Accous | Kompassrose, die auf Nachbargemeinden zeigt | Laruns |
|        | Borce Etsaut                                |        |

Cette-Eygun liegt im Einzugsgebiet des Flusses Adour. Der Gave d’Aspe durchströmt das Gemeindegebiet zusammen mit seinen Zuflüssen
- Ruisseau de Sadum,
- Ruisseau de Boudoub,
- Ruisseau Escuarpe und seinem Nebenfluss
  - Ruisseau de Cap Det Mailh und
- Ruisseau de Lacure.[2]

## Geschichte
Die Ursprünge der Gemeinde gehen auf die beiden Orte Cette und Eygun zurück, die während der Französischen Revolution vereinigt wurden. Ein Hügelgrab und ein Cromlech belegen eine frühe Besiedelung des Landstrichs.
Cette wurde 1250 das erste Mal als Sete laut den for d’Aspe, einem Manuskript des 14. Jahrhunderts, erwähnt. Bei der Volkszählung im Jahr 1385 wurden in Cete 45 Haushalte gezählt und vermerkt, dass der Ort zur Bailliage des Vicomtes des Aspetals gehört.
Eygun, im Gegensatz zu Cette im Tal liegend, entwickelte sich aufgrund der Lage am Jakobsweg nach Santiago de Compostela.
Weitere Toponyme und Erwähnungen von Cette und Eygun waren in der Folge:
- Ceta und Igun (1449, Vorschriften des Obersten Gerichtshofs des Béarn),
- Sent-Pée-de-Cette (1620, Eingliederung in das Bistum Oloron) und
- Sette (1675, Manuskriptsammlung des 16. bis 18. Jahrhunderts).[4]

Auf der Karte von Cassini 1750 ist Cette in der heutigen Namensform, Eygun als Aigun eingetragen.

### Einwohnerentwicklung
Nach Höchstständen der Einwohnerzahl bis zur Mitte des 19. Jahrhunderts mit 525 Einwohnern reduzierte sich die Zahl auf rund 400 Einwohnern bis in die 1920er Jahre. In der Folge ist die Größe der Gemeinde auf unter 100 Einwohnern geschrumpft und dieser Negativtrend hält noch an.
| Jahr      | 1962 | 1968 | 1975 | 1982 | 1990 | 1999 | 2006 | 2009 | 2022 |
| --------- | ---- | ---- | ---- | ---- | ---- | ---- | ---- | ---- | ---- |
| Einwohner | 166  | 178  | 143  | 103  | 89   | 95   | 86   | 79   | 59   |

## Sehenswürdigkeiten

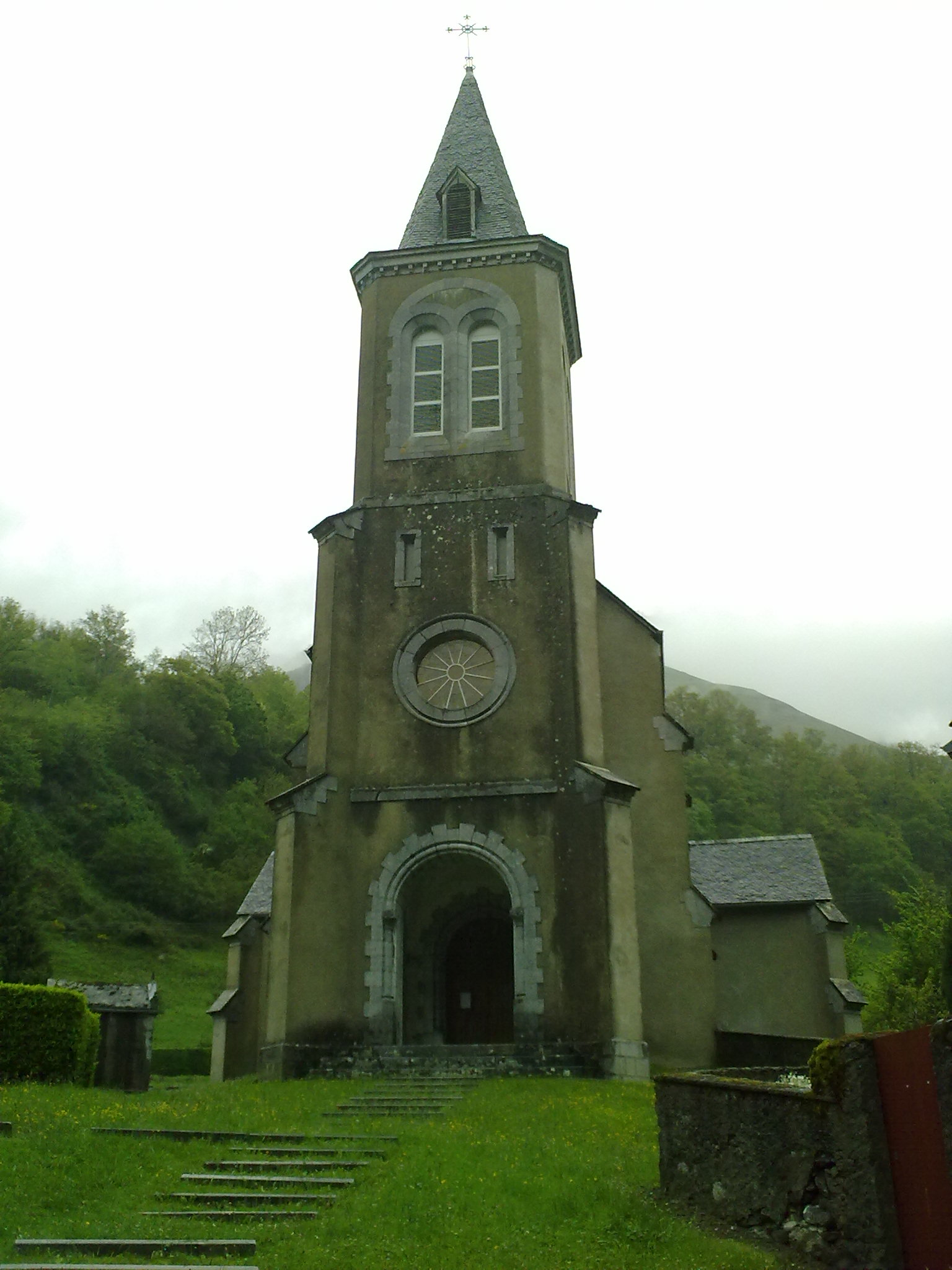
Ortskirche Saint-Barthelémy von Eygun

- Ortskirche von Eygun, geweiht dem Apostel Bartholomäus. Der Langbau wurde zwischen 1890 und 1895 errichtet und im 20. Jahrhundert restauriert. Das Langhaus besteht aus einem Kirchenschiff und ist mit einer halbrunden Apsis abgeschlossen. Der Glockenturm über dem Eingangsvorbau besitzt drei Stockwerke und wird von Strebewerken gestützt. Im Erdgeschoss gibt ein Rundbogen den Weg zum Eingang der Kirche frei, im zweiten Geschoss durchbricht ein Okulus die Fassade, in der dritten Etage erhellen Rundbögen den Raum, in dem sich die Glocken befinden. Ein polygonaler Helm mit einer Wetterfahne in Form eines lateinischen Kreuzes schließt den Turm nach oben ab.[8]

- Ortskirche von Cette, gewidmet dem Apostel Simon Petrus. Sie ist im romanischen Stil in der zweiten Hälfte des 12. Jahrhunderts im Zusammenhang mit dem Laienkloster erbaut worden. Im 17. Jahrhundert wurde sie um den Glockenturm als Eingangsvorbau ergänzt, im 19. Jahrhundert fanden umfängliche Umbauten statt. An der Apsis fällt der Blick auf die Kragsteine, die als geometrische Figuren ausgestaltet sind. Das Langhaus besitzt im Innern ein falsches Tonnengewölbe, sein Eingangsportal ist von blau gefärbten Kalkstein umrahmt. Auf der Apsiskalotte sind unter Wandgemälden neueren Datums Wandmalereien älteren Datums entdeckt worden.[9]

- Herrenhaus von Cette. Möglicherweise liegt der Ursprung des in der zweiten Hälfte des 17. Jahrhunderts errichteten Gebäudes im früheren Laienkloster. Im 18. und im 19. Jahrhundert wurden Umbauten insbesondere an den Maueröffnungen vorgenommen. Das Haus besteht aus einem Hauptgebäude und einem Eckturm mit einem Wappen über der Eingangstür. Es beherbergt heute ein Hotel.[10]

- Festes Haus von Cette. Das heutige Gebäude besteht aus zwei Teilen, dem Festen Haus aus dem 14. Jahrhundert und dem Wohntrakt datiert gegen Ende des 18. und Beginn des 19. Jahrhunderts. Die elf Bogenscharten und das westliche Zwillingsfenster scheinen aus dem ursprünglichen Bau zu stammen, während die anderen Zwillingsfenster nach dem 17. Jahrhundert eingesetzt wurden. Im 20. Jahrhundert wurden Umbauten vorgenommen ohne den mittelalterlichen Charakter des Bauwerks zu sehr zu beschädigen.[11]

- Ehemaliger Bahnhof von Cette-Eygun. Am Ende des 19. Jahrhunderts beschlossen die französischen und spanischen Behörden, eine Eisenbahnlinie über die Pyrenäen zu bauen. 1928 wurde die Bahnstrecke Pau–Canfranc eingeweiht. Bei Cette-Eygun wurde ein Bahnhof eingerichtet, der auch den Nachbarort Lescun bedienen sollte. 1970 ist eine Brücke auf der Bahnstrecke aufgrund eines Unfalls eingestürzt. Sie wurde nicht wieder aufgebaut und die Strecke wurde stillgelegt. Eine gewisse Bekanntheit erlangte das Gebäude als zeitweiliger Stützpunkt der Bewegung La goutte d’eau, die sich gegen den Bau des Straßentunnels von Somport eingesetzt haben. Am 4. Juni 2014 wurde das Gebäude von der Gendarmerie zwangsgeräumt.[12][13]

## Wirtschaft und Infrastruktur

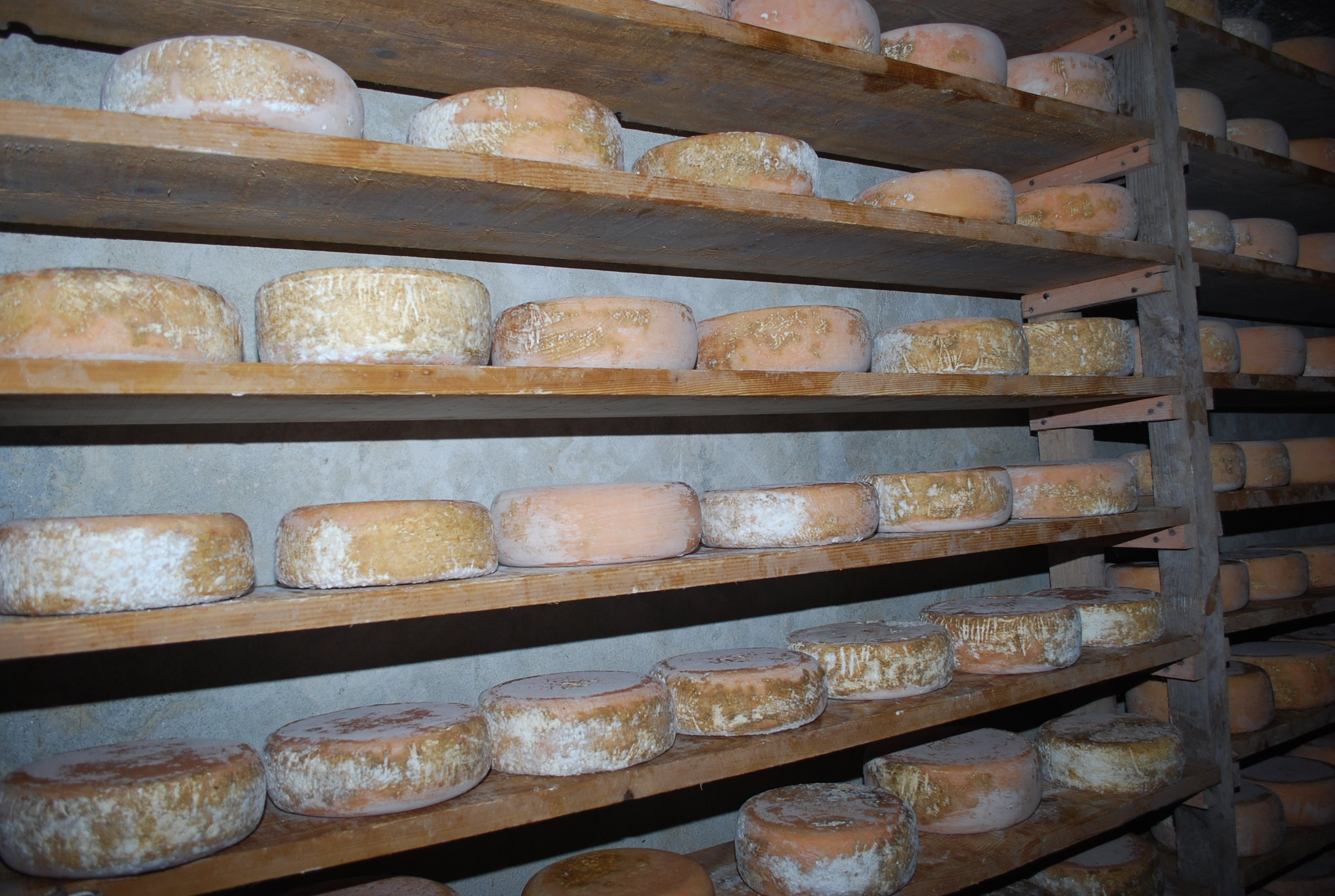
Ossau-Iraty

Ackerbau und Viehzucht, die Herstellung von Käse und der Tourismus bestimmen die Wirtschaft der Gemeinde. Cette-Eygun liegt in der Zone AOC des Ossau-Iraty, ein traditionell hergestellter Schnittkäse aus Schafmilch.

### Sport
Der Fernwanderweg GR 653 von Toulouse nach Jaca, der einem Abschnitt der Via Tolosana, dem südlichsten der vier Jakobswege, entspricht, führt auf dem linken Ufer des Gave durch das Gemeindegebiet.

### Verkehr
Die Gemeinde wird durchquert von der Route nationale 134. Die Route départementale 539 verbindet den im Tal gelegenen Ortsteil Eygun mit dem höher gelegenen Ortsteil Cette.
Als Ersatz für die stillgelegte Eisenbahnstrecke verbindet eine Buslinie des TER Aquitaine, einer Regionalbahn der staatlichen SNCF, die Gemeinde mehrmals am Tag mit Canfranc und Bedous mit Anschluss an die Regionalbahnlinie 63 des TER Aquitaine nach Pau über Oloron-Sainte-Marie.

## Persönlichkeiten
- Éric Petetin, geboren am 23. April 1953 in Paris, ist ein Umweltschützer, Christ und Anarchist. Er lebte mehrere Jahre im Aspetal und war Anführer der Bewegung La goutte d’eau, die sich zum Teil mit militanten Mitteln gegen den Bau des Straßentunnels von Somport einsetzten.